# 周河镇 (仪陇县)
周河镇，是中华人民共和国四川省南充市仪陇县曾经下辖的一个镇。2019年9月，撤销石佛乡和周河镇，将其所属行政区域划归马鞍镇管辖。

## 行政区划
周河镇撤销前下辖以下地区：
兴龙社区、神溪村、马梁村、新华村、白岩村、英雄村、水口村、方坝村、狮兰村、斑竹村、歧山村和双龙村。